# Cel mai scurt drum spre fericire
Cel mai scurt drum spre fericire (în engleză Shortcut to Happiness sau The Devil and Daniel Webster) este un film supranatural din 2007 co-produs și regizat de Alec Baldwin (menționat ca Harry Kirkpatrick) (debut regizoral). Scenariul, scris de Pete Dexter, Bill Condon și  Nancy Cassaro se bazează pe o povestire clasică a lui Stephen Vincent Benet, „The Devil and Daniel Webster”. În rolurile principale interpretează Alec Baldwin ca scriitorul Jabez Stone, Jennifer Love Hewitt ca Diavolul și Anthony Hopkins ca Daniel Webster. Filmul este o reinterpretare a povestirii clasice și are loc la începutul anului 2001 în New York City. Producția filmului a început în 2001, a întâmpinat numeroase dificultăți financiare și a fost gata abia peste șapte ani. Yari Film Group a cumpărat filmul în cele din urmă și l-a lansat în cinematografe în 2007.

## Prezentare
Jabez Stone (Alec Baldwin) este un scriitor disperat, fără succes, în timp ce prietenul său apropiat, Julius Jensen (Dan Aykroyd), începe să aibă un succes uriaș. În încercările sale de a-și publica opera, Jabez se întâlnește cu o străină frumoasă (Jennifer Love Hewitt), care îi oferă o șansă de avea faimă și avere în schimbul sufletului său. Stone, după ce și-a pierdut încrederea în sine, acceptă oferta.
După această înțelegere, Jabez obține rapid tot ce-a visat vreodată: contracte de publicare a cărților sale, bani, femei, notorietate.  Stone are acum totul. Cu toate acestea, în ciuda succesului, el pierde prietenia, respectul și încrederea celor din jurul lui. Ajungând la concluzia că nu a obținut ceea ce a cerut, Stone îi cere diavolului să-l elibereze de sub contractul lor. După ce vede că diavolul nu e de acord, apelează la faimosul orator Daniel Webster (Anthony Hopkins). Cei doi ajung la concluzia că ar trebui să dea diavolul în judecată,  cu Webster ca avocat al lui Stone într-un proces împotriva diavolului ca o luptă finală a inteligenței având ca miză soarta sufletului lui Stone. Procesul începe noaptea  într-o zonă crepusculară și trebuie să se termine până dimineața, judecător fiind Julius Jensen, acum decedat și furios pe Jabez Stone. Din juriu fac parte Ernest Hemingway, Oscar Wilde, Mario Puzo și alți scriitori.

## Distribuție
- Alec Baldwin - Jabez Stone
- Jennifer Love Hewitt - the devil
- Anthony Hopkins -  Daniel Webster
- Dan Aykroyd - Julius Jensen
- Kim Cattrall - Constance Hurry
- Jason Patric - Ray
- Amy Poehler - Molly Gilchrest
- Darrell Hammond - Andrew Bailey
- John Savage - Johnny
- Frank Sivero -  Luigi
- Barry Miller - Mike Weiss
- Mike Doyle - Luke

## Legături externe
- Site web oficial
- Shortcut to Happiness la Internet Movie Database
- Shortcut to Happiness la Allmovie
- Shortcut to Happiness la Rotten Tomatoes

## Vezi și
- Listă de filme cu demoni
- Listă de povestiri după care s-au făcut filme

Format:Faust